# Метод Сэнгера

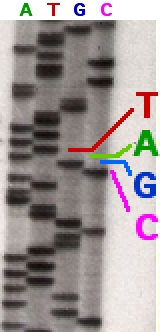
«Секвенирующая лестница», радиоавтограф геля

Метод Сэнгера — метод секвенирования (определения последовательности нуклеотидов) ДНК, также известен как метод обрыва цепи. Впервые этот метод секвенирования был предложен Фредериком Сэнгером в 1977 году, за что он был удостоен Нобелевской премии по химии в 1980 году. Данный метод был наиболее распространенным на протяжении 40 лет.

## Принцип метода
В классическом варианте метода Сэнгера одна из цепочек анализируемой ДНК выступает в качестве матрицы для синтеза комплементарной цепочки ферментом ДНК-полимеразой. Реакцию с одной и той же матрицей проводят в четырёх разных пробирках, каждая из которых содержит:
- праймер — небольшую одноцепочечную молекулу ДНК, комплементарную началу участка, который нужно отсеквенировать. Праймер необходим потому, что ДНК-полимеразы не могут начинать синтез цепи «с пустого места», они только присоединяют следующий нуклеотид к уже имеющейся 3'-гидроксильной (OH) группе предыдущего. Праймер, таким образом, представляет собой «затравку» при синтезе ДНК;
- четыре стандартных дезоксинуклеотида (dATP, dGTP, dCTP и dTTP);
- небольшое количество (в концентрации 1 к 100) одного из радиоактивно меченных дидезоксинуклеотидов (например, [32P]-дАТФ), который включается в состав ДНК во время синтеза и позволяет впоследствии визуализировать продукты реакции;

У дидезоксирибонуклеотидов (ddATP, ddGTP, ddCTP, or ddTTP) отсутствует 3'-гидроксильная группа, поэтому после их включения в цепь дальнейший синтез обрывается. Таким образом, в каждой пробирке образуется набор фрагментов ДНК разной длины, которые заканчиваются одним и тем же нуклеотидом (в соответствии с добавленным дидезоксинуклеотидом). После завершения реакции содержимое пробирок разделяют электрофорезом в полиакриламидном геле в денатурирующих условиях и проводят авторадиографию гелей. Продукты четырёх реакций формируют «секвенирующую лестницу», которая позволяет «прочитать» нуклеотидную последовательность фрагмента ДНК.
Метод Сэнгера позволяет также определять нуклеотидную последовательность РНК, но она предварительно должна быть «переписана» в форме ДНК с помощью обратной транскрипции.

## Современное состояние

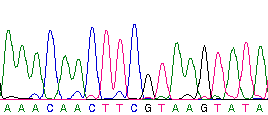
Графическое представление результатов секвенирования ДНК

На сегодняшний день секвенирование ДНК по Сэнгеру полностью автоматизировано и проводится на специальных приборах, секвенаторах. Использование дидезоксинуклеотидов с флуоресцентными метками с разными длинами волн испускания позволяет проводить реакцию в одной пробирке. Реакционную смесь разделяют капиллярным электрофорезом в растворе, фрагменты ДНК, выходящие из капиллярной колонки, регистрируются детектором флуоресценции. Результаты анализируют с помощью компьютера и представляют в виде последовательности разноцветных пиков, соответствующих четырём нуклеотидам. Секвенаторы такого типа могут «прочитывать» за один раз последовательности длиной 500—1000 нуклеотидов. Для сравнения, метод пиросеквенирования, разработанный в 1996 году, позволяет за один этап определить последовательность значительно меньшего числа нуклеотидов. Автоматизация значительно ускорила процесс секвенирования и позволила осуществить секвенирования целых геномов, включая геном человека.